# Piero Tosi
Piero Tosi (Sesto Fiorentino, 10 april 1927 - Rome, 10 augustus 2019) was een Italiaanse decor- en kostuumontwerper actief in de Italiaanse filmwereld.

## Leven en werk

### Opleiding en debuut
Tosi werd geboren in een voorstad van Florence. In Florence volgde hij studies aan de Accademia di Belle Arti waar hij zijn stads- en generatiegenoot Franco Zeffirelli ontmoette. Ze werden vrienden voor het leven. Zeffirelli bracht Tosi in contact met Luchino Visconti wiens regie-assistent hij was geweest voor diens neorealistisch drama La terra trema (1948). Tosi begon te werken als kostuumontwerper voor enkele toneelstukken (onder meer Shakespeare's Troilus en Cressida) onder regie van Visconti. In 1951 maakte hij zijn debuut in de filmwereld met Visconti's neorealistisch drama Bellissima waaraan ook Zeffirelli als assistent meewerkte.

### Samenwerkingen
Tussen Tosi en Visconti ontstond er een hechte samenwerking die niet alleen tot uiting kwam in bijna alle films van Visconti maar ook in 
enkele operaopvoeringen in de jaren vijftig. Tosi's neus voor de juiste kostuums en decors beantwoordde volledig aan de wensen van de geraffineerde estheet Visconti. Zo creëerde Tosi voor Il gattopardo (1963) 300 somptueuze 19e-eeuwse japonnen voor de balscene, het hoogtepunt van Visconti's historisch kostuumdrama, en ontwierp hij honderden al even weelderige Belle époque-kostuums voor het drama Death in Venice (1971).
Ook Mauro Bolognini, die andere verfijnde filmestheet en architect van opleiding, deed voor tien van zijn films een beroep op Tosi. Zo herschiep Tosi de sfeer van het fin de siècle-Florence in het drama La viaccia (1961) en de midden 19e-eeuwse Parijse sfeer voor het naar de roman van Alexandre Dumas fils gedraaide drama La storia vera della signora delle camelie (1981).
Tosi werd eveneens meermaals gevraagd door Liliana Cavani voor vier films. Tosi, die al ervaring had met het uitbeelden van het decadente en gewelddadige nazi-universum voor Visconti's oorlogsdrama The Damned (1969), ging onder meer in op Cavani's verzoek om de ziekelijke nazisfeer tot uitdrukking te helpen brengen in haar geruchtmakend en controversieel drama The Night Porter (1974). 
Ook Vittorio De Sica (3 films), Franco Zeffirelli (3), Mario Monicelli (2) en Pier Paolo Pasolini (2) werkten meer dan eens samen met hem.
Jarenlang gaf hij les in Rome aan de Scuola nazionale di cinema voor het Centro Sperimentale di Cinematografia.
Hij werd dikwijls gelauwerd met de belangrijkste Italiaanse filmprijzen, en werd er al even vaak voor genomineerd. De  Ere-Oscar die hem in 2014 te beurt viel was de eerste ooit die aan een decor- en kostuumontwerper werd toegekend.
Tosi overleed in 2019 op 92-jarige leeftijd.

## Filmografie (selectie)
- 1951 - Bellissima (Luchino Visconti)
- 1954 - Senso (Luchino Visconti)
- 1954 - L'arte di arrangiarsi (Luigi Zampa)
- 1956 - Suor Letizia- Il più grande amore (Mario Camerini)
- 1957 - Le notti bianche (Luchino Visconti)
- 1957 - Marisa la civetta (Mauro Bolognini)
- 1957 - Vacanze a Ischia (Mario Camerini)
- 1958 - Giovani mariti (Mauro Bolognini)
- 1959 - Arrangiatevi! (Mauro Bolognini)
- 1960 - Il bell'Antonio (Mauro Bolognini)
- 1960 - Rocco e i suoi fratelli (Luchino Visconti)
- 1960 - Un amore a Roma (Dino Risi)
- 1961 - La viaccia (Mauro Bolognini)
- 1961 - A cavallo della tigre (Luigi Comencini)
- 1962 - Senilità (Mauro Bolognini)
- 1963 - Il gattopardo (Luchino Visconti)
- 1963 - I compagni (Mario Monicelli)
- 1963 - Ieri, oggi, domani (Vittorio De Sica)
- 1964 - La donna scimmia (Marco Ferreri)
- 1966 - Caccia alla volpe (Vittorio De Sica)
- 1967 - Le streghe (anthologiefilm van Luchino Visconti, Mauro Bolognini, Pier Paolo Pasolini, Franco Rossi en Vittorio De Sica)
- 1967 - Lo straniero (Luchino Visconti)
- 1967 - Matchless (Alberto Lattuada)
- 1967 - Arabella (Mauro Bolognini)
- 1967 - Questi fantasmi (Renato Castellani)
- 1968 - Histoires extraordinaires (anthologiefilm, episode Toby Dammit van Federico Fellini)
- 1969 - The Damned (Luchino Visconti)
- 1969 - Medea (Pier Paolo Pasolini)
- 1971 - Bubù (Mauro Bolognini)
- 1971 - Death in Venice (Luchino Visconti)
- 1973 - Ludwig (Luchino Visconti)
- 1973 - Vogliamo i colonnelli (Mario Monicelli)
- 1974 - The Night Porter (Liliana Cavani)
- 1974 - Conversation Piece (Luchino Visconti)
- 1975 - Libera, amore mio! (Mauro Bolognini)
- 1975 - Per le antiche scale (Mauro Bolognini)
- 1976 - L'innocente (Luchino Visconti)
- 1977 - Al di là del bene e del male (Liliana Cavani)
- 1978 - La Cage aux folles (Edouard Molinaro)
- 1979 - Il malato immaginario (Tonino Cervi)
- 1981 - La storia vera della signora delle camelie (Mauro Bolognini)
- 1981 - La pelle (Liliana Cavani)
- 1982 - Oltre la porta (Liliana Cavani)
- 1983 - La traviata (Franco Zeffirelli)
- 1985 - La Cage aux folles III (Georges Lautner)
- 1993 - Storia di una capinera (Franco Zeffirelli)
- 1997 - Un bel dì vedremo (Tonino Valerii)
- 2004 - Le chiavi di casa (Gianni Amelio)

## Prijzen en nominaties

### Prijzen
- Premi David di  Donatello voor beste kostuumontwerp
  - 1981 - La storia vera della signora delle camelie
  - 1994 - Storia di una capinera
- Nastro d'argento voor beste kostuumontwerp
  - 1960 - Policarpo, ufficiale di scrittura
  - 1962 - La viaccia
  - 1963 - Senilità
  - 1964 - Il gattopardo
  - 1972 - Death in Venice
  - 1974 - Ludwig
  - 1983 - La traviata
  - 1995 - Storia di una capinera
- 2014 -  Ere-Oscar
- British Academy Film Award voor beste kostuumontwerp
  - 1972 - Death in Venice
  - 1984 - La traviata

### Nominaties
- Nastro d'argento voor beste kostuumontwerp
  - 1961 - Rocco e i suoi fratelli
  - 1964 - I compagni
  - 1969 - Histoires extraordinaires
  - 1970 - The Damned
  - 1970 - Metello
  - 1975 - Per le antiche scale
- Oscar voor beste kostuumontwerp
  - 1964 - Il gattopardo
  - 1972 - Death in Venice
  - 1974 - Ludwig
  - 1980 - La Cage aux folles
  - 1983 - La traviata

## Documentaires
- 2000 - Matteo Pedani: Chiari e morbidi tessuti l'arte di Piero Tosi
- 2008 - Francesco Costabile: L'abito e il volto - Incontro con Piero Tosi

- Bibliothèque nationale de France: cb135295383 (data)
- Gemeinsame Normdatei: 122369424
- International Standard Name Identifier: 0000 0000 7837 6973
- Library of Congress Control Number: nr00008362
- Nationale Bibliotheek van Israël: 987007341928305171
- RKD-Nederlands Instituut voor Kunstgeschiedenis: 309239
- Istituto Centrale per il Catalogo Unico: SBNV013886
- Système universitaire de documentation: 050432133
- Virtual International Authority File: 74732971
- WorldCat: E39PBJy8xjgRjMbpTrKrpDdRKd